# Mironide
Mironide, figlio di Callia (in greco antico: Μυρωνίδης?, Myrōnìdēs; Atene, fine VI o inizio V secolo a.C. – dopo il 455 a.C.), è stato un militare ateniese, ricordato dagli Ateniesi per il suo coraggio e per le numerose battaglie che vinse.

## Biografia
Midonide combatté durante la seconda guerra persiana, partecipando come stratego alla Battaglia di Platea (479 a.C.).
Eletto stratego per la seconda volta tra il 458 e il 457 a.C., guidò un esercito formato da giovani e anziani contro i Corinzi, che avevano attaccato Megara, e vinse una battaglia, anche se in modo non decisivo; questo però bastò a far ritirare momentaneamente i Corinzi, i quali furono annientati quando tentarono un secondo attacco.
Eletto stratego per la terza volta nel 457 a.C., grazie alla sua guida gli Ateniesi riuscirono a vincere la lega beotica in settembre nella battaglia di Enofita, sessantadue giorni dopo la grave sconfitta di Tanagra, permettendo agli Ateniesi d'impadronirsi di tutte le città della Focide e della Beozia tranne Tebe. Secondo Polieno Mironide fece avanzare prima l'ala sinistra e, dopo averne guidato per un po' la carica, si spostò sull'ala destra affermando che l'ala sinistra stava vincendo; questa notizia diede grande coraggio agli Ateniesi e spaventò i Beoti, che si ritirarono.
Dopo questa vittoria Mironide assediò e distrusse Tanagra, saccheggiò la Beozia, prese cento ostaggi in Locride Opunzia, entrò nella regione del Parnaso, debellò i Focesi ed entrò in Tessaglia, ma non riuscendo a prendere subito Farsalo decise di tornare ad Atene, dove si guadagnò grandissima fama per questa impresa.

## Considerazioni
La vittoria di Enofita secondo lo storico Diodoro Siculo fu importantissima, almeno quanto le vittorie di Maratona e di Platea, dato che gli Ateniesi la ottennero da soli contro gli agguerritissimi Beoti; Diodoro quindi paragona Mironide a Temistocle, Milziade e Cimone, ricordandone la grandissima stima di cui godeva ad Atene.
A testimoniare la grande fama che ottenne presso gli Ateniesi restano molti cenni, tra cui uno del drammaturgo Eupoli, che nei Demi vede in Mironide l'unico uomo capace di salvare Atene subito dopo il disastro in Sicilia (415-413 a.C.). È possibile che sia stato padre di Archino, il democratico che aiutò Trasibulo a restaurare la democrazia ad Atene nel 403 a.C., ma potrebbe trattarsi di un'omonimia.